# Рахманов, Гавриил Михайлович
Гавриил Михайлович Рахманов (1757—1827) — русский военачальник, генерал-майор (1793).

## Биография
Родился в 1757 году.
На военной службе в службе с 1760 года.
Подполковник — с 1778 года, бригадир — с 1790 года, генерал-майор — с 1793 года.
Участник польской кампании 1792—1794 годов. Как командир колонны отличился при штурме Праги.
C 3 декабря 1796 года по 4 декабря 1797 года был шефом Днепровского 46-го пехотного полка.
Умер в 1827 году.

## Награды
- Награждён орденом Св. Георгия 3-й степени (№ 115, 9 ноября 1794) — «Во уважение на усердную службу и отличную храбрость, оказанную им 29-го сентября против мятежников польских при Мациовице, где он командуя 2-ю линию, исправив мосты и перешед оные, атаковал его с правой стороны и разбив, участвовал в совершенной над ними победе».[2]
- Также был награждён другими орденами Российской империи.